# Otwarte mistrzostwa świata w brydżu sportowym
Otwarte mistrzostwa świata w brydżu sportowym - cykl zawodów w brydżu sportowym w których startować mogą zespoły i pary z różnych krajów bez ograniczeń na liczbę zawodników z poszczególnych federacji. Zawody odbywają się w co 4 lata w latach parzystych nieprzestępnych. 
Otwarte mistrzostwa świata teamów mikstowych odbywają się - aktualnie - zarówno w czasie OMŚ jak i w czasie olimpiad brydżowych (czyli w roku przestępnym).

## Wykaz zawodów
- 14: 10–25 października 2014, Sanya, (Chiny)[2]
- 13:  1–16 października 2010, Filadelfia, (USA)[3]
- 12: 9–24 czerwca 2006, Werona, (Włochy)[4]
- 11: 16–31 sierpnia 2002, Montreal, (Kanada)[5]
- 10: 21 sierpnia – 4 września 1998, Lille, (Francja)[6]
- 9: 17 września – 1 października 1994, Albuquerque, (USA)[7]
- 8: 31 sierpnia – 15 września 1990, Genewa, (Szwajcaria)[8]
- 7: 13–27 września 1986, Miami Beach, (USA)[9]
- 6: 1–16 października 1982, Biarritz, (Francja)[10]
- 5: 17–30 czerwca 1978, Nowy Orlean, (USA)[11]
- 4: 4–17 maja 1974, Las Palmas, (Hiszpania)[12]
- 3: 27 czerwca – 4 lipca 1970, Sztokholm, (Szwecja)[13]
- 2: 7–15 maja 1966, Amsterdam, (Holandia)[14]
- 1: 27 kwietnia – 4 maja 1962, Cannes, (Francja)[15]

## Zawody rozgrywane w ramach cyklu
W skład tego cyklu zawodów wchodzą:
- w kategorii Par:
  - Otwarte mistrzostwa świata par open w brydżu sportowym[16],
  - Otwarte mistrzostwa świata par kobiet w brydżu sportowym[17],
  - Otwarte mistrzostwa świata par seniorów w brydżu sportowym – Hiron Trophy[18],
  - Otwarte mistrzostwa świata par mikstowych w brydżu sportowym[19].
- w kategorii Teamów:
  - Otwarte mistrzostwa świata teamów open w brydżu sportowym – Rosenblum Cup[20],
  - Otwarte mistrzostwa teamów kobiet w brydżu sportowym – McConnell Cup[21],
  - Otwarte mistrzostwa świata teamów seniorów w brydżu sportowym – Rand Cup[22],
  - Otwarte mistrzostwa świata teamów mikstowych w brydżu sportowym[1];

Początkowo, w roku 1962 (Cannes), OMŚ składały się tylko z zawodów par open i kobiet. W roku 1966 (Amsterdam) doszły zawody pary mikstowych. W roku 1978 (Nowy Orlean) doszły zawody teamów open.  W roku 1990 (Genewa) zostały rozegrane zawody par seniorów. 4 lata później, w roku 1994 (Albuquerque) doszły zawody  teamów kobiet i seniorów. 
Dwie edycje zawodów teamów mikstowych były rozgrywane w roku 1962 (Cannes) i w roku 1974 (Las Palmas). Później przerwano te zawody i wznowione je w roku 1996 (Rodos) w ramach olimiad brydżowych. Od roku 2010 (Filadelfia) są również rozgrywane w czasie OMŚ.